# Steve Nesser
Steve Nesser är en amerikansk professionell skateboardåkare. Han kommer från Minneapolis, Minnesota, men har sina rötter i Libanon. Han är svåger till Billie Joe Armstrong.